# Idaea particolor
Idaea particolor là một loài bướm đêm trong họ Geometridae.